# Mustafa Sessiz
Mustafa Sessiz (ur. 1995) – turecki zapaśnik walczący w stylu wolnym. Srebrny medalista igrzysk solidarności islamskiej w 2021. Triumfator akademickich MŚ w 2018. Złoty medalista mistrzostw świata wojskowych w 2023. Wicemistrz Europy juniorów w 2015 roku.